# Melolonthina
Melolonthina  es una subtribu de coleópteros escarabeidos que contiene los siguientes géneros.

## Géneros
- Anoxia Laporte de Castelnau, 1832
- Anoxoides Petrovitz, 1971
- Cryptotrogus Kraatz, 1888
- Cyphonoxia Reitter, 1889
- Melolontha Fabricius, 1775
- Polyphylla Harris, 1841
- Psilonychus Burmeister, 1855
- Tocama Reitter, 1903